# Éric Holder
Éric Holder (Lille, 1960. április 5. – Queyrac, 2019. január 22.) francia író.

## Művei
- Nouvelles du Nord (1984)
- Manfred ou l'Hésitation (1985)
- Duo forte (1989)
- L'Ange de Bénarès (1993)
- Bruits de cœurs (1994)
- La Belle Jardinière (1994)
- L’Homme de chevet (1995); Férfi az ágy lábánál; fordította Röhrig Eszter; Magvető, Budapest, 1997
  - filmen: Cartagena (2009, forgatókönyvíró Alain Monne, Nathalie Vailloud)
- La Tolérance (1995, illusztrálta Jean-Marie Queneau)
- Deux poèmes (1996, illusztrálta Jean-Marie Queneau és Claude Stassart-Springer)
- En compagnie des femmes (1996)
- Mademoiselle Chambon (1996); Chambon kisasszony; fordította Gyimesi Tímea; Magvető, Budapest, 1998
  - filmen: Mese a szerelemről (2009, forgatókönyvíró Stéphane Brizé, Florence Vignon)
- Jours en douce (1997)
- On dirait une actrice (1997)
- Nouvelles du Nord et d'ailleurs (1998)
- Bienvenue parmi nous (1998)
  - filmen: Hasonszőrűek (2012, forgatókönyvíró François d'Épenoux, Jean Becker)
- Les Cabanes (2000, illusztrálta Claude Stassart-Springer)
- Awélé (2000, illusztrálta Claude Stassart-Springer)
- La Correspondante (2000)
- Masculins singuliers (2001)
- Hongroise (2002)
- L’Histoire de Chirac (2003)
- Les Sentiers délicats (2005)
- La Baïne (2007)
- De loin on dirait une île (2008)
- Bella Ciao (2009)
- Embrasez-moi (2011)
- L'Alphabet des oiseaux (2012, illusztráltra Nathalie Azémar)
- La Saison des bijoux (2015)
- La belle n'a pas sommeil (2018)

## Díjai
- Prix Fénéon (1989)
- Prix Thyde Monnier (1989)
- Prix Novembre (1994)
- Prix Roger-Nimier (1996)